# Lars Geiges
Lars Geiges (* 30. Oktober 1981 in Rinteln) ist ein deutscher Politologe und Journalist.

## Leben
Nach dem Besuch des Gymnasiums Ernestinum Rinteln studierte er von 2002 bis 2007 Politologie und Sportwissenschaften an der Georg-August-Universität Göttingen und in Italien. Von 2007 bis 2009 absolvierte er ein Volontariat bei der Tageszeitung Magdeburger Volksstimme. Als freiberuflicher Journalist war er unter anderem für Spiegel Online, Zeit Online und die taz tätig.
Er war wissenschaftlicher Mitarbeiter am Göttinger Institut für Demokratieforschung und seit 2011 Redakteur von INDES – Zeitschrift für Politik und Gesellschaft. Geiges wurde bei Samuel Salzborn mit einer Arbeit zu Occupy Germany zum Dr. disc. pol. promoviert. Er forschte unter anderem im Bereich Einstellungs-, Protest- und Bewegungsforschung sowie Sportgeschichte.

## Schriften (Auswahl)
- Fußball in der Arbeiter-, Turn- und Sportbewegung. Ein zum Scheitern verurteiltes Spiel? (= Göttinger junge Forschung. Bd. 11). ibidem-Verlag, Stuttgart 2011, ISBN 978-3-8382-0225-9.
- mit Stine Marg, Felix Butzlaff, Franz Walter (Hrsg.): Die neue Macht der Bürger. Was motiviert die Protestbewegungen? BP-Gesellschaftsstudie. Rowohlt, Reinbek bei Hamburg 2013, ISBN 978-3-498-07254-4.
- Occupy in Deutschland. Die Protestbewegung und ihre Akteure (= Studien des Göttinger Instituts für Demokratieforschung zur Geschichte politischer und gesellschaftlicher Kontroversen. Bd. 9). Transcript, Bielefeld 2014, ISBN 978-3-8376-2946-0.
- mit Stine Marg, Franz Walter: Pegida. Die schmutzige Seite der Zivilgesellschaft?. Transcript, Bielefeld 2015, ISBN 978-3-8376-3192-0.
- mit Torben Lütjen: Frank-Walter Steinmeier. Die Biografie. Herder, Freiburg 2017, ISBN 978-3-451-37826-3.